# Akle
Akle is een bestuurslaag in het regentschap Kupang van de provincie Oost-Nusa Tenggara, Indonesië. Akle telt 826 inwoners (volkstelling 2010).